# Вуд, Гарри (футболист, 1868)
Га́рри Вуд (англ. Harry Wood; 26 июня 1868 — 5 июля 1951) — английский футболист, нападающий. Выступал за футбольные клубы «Вулверхэмптон Уондерерс», «Уолсолл Таун Свифтс» и «Саутгемптон», провёл 3 матча за национальную сборную Англии.

## Клубная карьера
Родился в Уолсолле (графство Стаффордшир) в семье пудлинговщика. Футбольную карьеру начал в клубе «Плек Юнити», затем выступал за «Уолсолл Свифтс». Летом 1885 года перешёл в «Вулверхэмптон Уондерерс». Свой первый официальный матч за «волков» провёл 31 октября 1885 года: это была игра Кубка Англии против «Дерби Сент-Люкс». 6 октября 1888 года дебютировал в Футбольной лиге в матче против «Аккрингтона», забив гол в той игре, которая завершилась вничью со счётом 4:4. В сезоне 1888/89 Вуд, выступавший на позиции инсайда, провёл за клуб 23 матча и забил 14 голов (17 матчей и 13 голов в лиге, 6 матчей и 1 гол в Кубке Англии). Сыграл в финале Кубка Англии 1889 года, в котором «Вулверхэмптон Уондерерс» проиграл «неуязвимой» команде «Престон Норт Энд».
В 1891 году из-за разногласий с руководством «волков» Вуд перешёл в «Уолсолл Таун Свифтс», однако в декабре того же года вернулся в «Вулверхэмптон Уондерерс». Выступал за клуб до 1898 года, сыграв в общей сложности 289 матчей и забив 126 голов. Сыграл в трёх финалах Кубка Англии (1889, 1893 и 1896), выиграв один из них (в сезоне 1892/93 против «Эвертона»).
Летом 1898 года перешёл в «Саутгемптон», выступавший в Южной футбольной лиге. В книге The Alphabet of the Saints указано, что Гарри Вуд был «вероятно, самым популярным футболистом „святых“ в эпоху Южной лиги». В сезоне 1898/99 Вуд провёл за клуб 24 матча и забил 16 голов, а «Саутгемптон» выиграл Южную лигу. В сезоне 1899/1900 «святые» заняли в Южной лиге третье место, также команда впервые вышла в финал Кубка Англии, где проиграла клубу «Бери». В сезоне 1900/01 «святые» вновь выиграли Южную лигу, а в сезоне 1901/02 заняли в лиге третье место и вышли в финал Кубка Англии, где проиграли в переигровке клубу «Шеффилд Юнайтед». В сезоне 1902/03 «Саутгемптон» свой шестой (и последний) титул чемпиона Южной лиги. Гарри Вуд на протяжении семи лет был капитаном команды и провёл за неё 180 матчей, забив 65 голов. В 1905 году Вуд завершил карьеру футболиста.

## Карьера в сборной
15 марта 1890 года Вуд дебютировал за национальную сборную Англии в матче Домашнего чемпионата против сборной Уэльса на стадионе «Рейскорс Граунд» в Рексеме, в котором англичане одержали победу со счётом 3:1.
5 апреля 1890 года провёл свой второй матч за сборную Англии, выйдя на поле «Хэмпден Парк» в Глазго в матче против сборной Шотландии, который завершился вничью со счётом 1:1. Вуд стал автором гола англичан.
Свой третий (и последний) матч за сборную Англии Вуд провёл шесть лет спустя, 4 апреля 1896 года, выйдя на поле «Селтик Парк» в Глазго в игре Домашнего чемпионата против сборной Шотландии. Англичане проиграли в ней со счётом 1:2.
Также Вуд провёл 4 матча за сборную Футбольной лиги. 

## После завершения карьеры игрока
После 1905 года и до 1912 года был тренером «Портсмута». Впоследствии управлял пабом Milton Arms, расположенном неподалёку от стадиона «Фраттон Парк». Остаток жизни провёл в Портсмуте, где и умер в июле 1951 года в возрасте 83 лет.
Его сын Артур Вуд также выступал за «Саутгемптон» .

## Достижения
«Вулверхэмптон Уондерерс»
- Обладатель Кубка Англии: 1892/93
- Финалист Кубка Англии: 1888/89, 1895/96

«Саутгемптон»
- Финалист Кубка Англии: 1899/1900, 1901/02
- Чемпион Южной лиги: 1898/99, 1900/01, 1902/03, 1903/04

Сборная Англии
- Победитель Домашнего чемпионата Великобритании: 1890 (разделённая победа)